# 흰제비난
흰제비난은 한국·중국·일본 등지에 분포하는 여러해살이풀로서 산지의 습지에서 자란다. 높이 50-90cm이고 잎은 5~12개가 어긋나게 달리며 선상 피침형이다. 꽃은 6-7월에 피고 백색이며 향기가 있다. 꽃이삭은 길이 10~20cm로서 꽃이 많이 달리고 포는 꽃보다 짧다. 가운데 꽃받침조각은 타원형이고 편평하며 5-7맥이 있으며 옆의 것은 밑으로 처진다. 꽃잎은 7맥이 있으며 중앙의 꽃받침조각보다 짧다. 순판은 길이 6~8mm이다. 꿀주머니는 밑으로 처지고 길이 10~12mm이며 씨방의 길이와 비슷하다.